# Hlubyně
Hlubyně település Csehországban, a Příbrami járásban. Hlubyně Rožmitál pod Třemšínem, Vševily, Březnice és Volenice településekkel határos. Lakosainak száma 144 fő (2024. január 1.).

## Népesség
A település lakosságának változását az alábbi diagram mutatja:
| Lakosok száma | 307  | 300  | 236  | 211  | 161  | 142  | 148  | 151  | 140  | 144  |
|               | 1869 | 1890 | 1921 | 1950 | 1980 | 2001 | 2017 | 2019 | 2022 | 2024 |